# Ryszard Szaro
Ryszard Julian Szaro, znany w USA jako Rich Szaro (ur. 7 marca 1948 w Rzeszowie, zm. 7 kwietnia 2015 w Warszawie) – polski zawodnik futbolu amerykańskiego i przedsiębiorca. Grał w lidze NFL na pozycji placekicker w klubach New Orleans Saints i New York Jets.

## Życiorys

### Rodzina i dzieciństwo w Polsce
Był synem taksatora w Zakładzie Ubezpieczeń Społecznych, prezesa koła łowieckiego i cukierniczki urodzonej w Stanach Zjednoczonych. Jego rodzice mieli wykształcenie podstawowe. Rodzina mieszkała w Strzyżowie, gdzie ukończył siedmioklasową wówczas Szkołę Podstawową nr 1. Trenował piłkę nożną w klubie Wisłok Strzyżów, w szkole uprawiał lekkoatletykę i szereg dyscyplin sportowych (narciarstwo, palant, piłka siatkowa, piłka ręczna, tenis stołowy). Pod okiem nauczyciela strzyżowskiego liceum Zygmunta Leśniaka poznał podstawy rzutu oszczepem i przez dwa miesiące uczęszczał do tej szkoły.

### Szkoła średnia (1962–1967)
W listopadzie 1961 wyemigrował z rodzicami i dwoma braćmi do Nowego Jorku na pokładzie transatlantyku Batory. Rodzina osiadła na Brooklynie; jego ojciec pracował jako portier na Manhattanie, a matka jako sprzątaczka w Rockefeller Center. Po uzupełnieniu ósmej klasy w szkole salwatorianów przy parafii Matki Bożej Pocieszenia na Brooklynie kształcił się na elektryka w szkole zawodowej, grając w piłkę nożną w klubie Polonia Greenpoint. Jego wynik w rzucie oszczepem w parku McCarren na pograniczu Greenpointu i Williamsburga zwrócił uwagę franciszkanina Owena Cappera, trenera sportowego katolickiej St. Francis Preparatory School na Williamsburgu i przyniósł mu propozycję nauki w tej szkole bez czesnego. Jako uczeń St. Francis Prep trenował futbol amerykański pod okiem Vincenta O'Connora, a także tenis, piłkę siatkową, pchnięcie kulą, sprint, bieg na 400 metrów i skok w dal. Występując w stanowych zawodach Catholic High School Athletic Association, został mistrzem w rzucie oszczepem (ustanawiając w 1965 na dwa lata uczniowski rekord stanu Nowy Jork) i był kluczowym zawodnikiem drużyny futbolu amerykańskiego, która zdobyła kilka tytułów mistrzowskich i uchodzi za najlepszą w dziejach szkoły (do 2011). W 1966 uzyskał rekordową w historii stanu w kategorii szkolnej liczbę 164 punktów i trafił do uczniowskiej futbolowej drużyny roku w Stanach Zjednoczonych (All-America). W maju 1967 został wyróżniony nagrodą nowojorskiego oddziału National Football Foundation. Po ukończeniu St. Francis Prep odrzucił ofertę kontraktu z klubu piłkarskiego New York Skyliners.

### Studia (1967–1971)
W 1967 rozpoczął studia z ekonomii na Uniwersytecie Harvarda, wybranym za namową nowojorskiego senatora Roberta F. Kennedy'ego. Uczęszczał na wykłady Henry'ego Kissingera i Richarda Pipesa. Dzielił pokój w akademiku z Richardem Gilderem Rockefellerem, synem przemysłowca naftowego Davida, dyrektora Council on Foreign Relations. Ustanowił studencki rekord w rzucie oszczepem dla obejmującego sześć stanów regionu Nowa Anglia. Brał udział jako oszczepnik w przygotowaniach do Letnich Igrzysk Olimpijskich w Meksyku (1968) na zgrupowaniu kadry amerykańskiej w Tennessee. W listopadzie 1968 zagrał obok Tommy'ego Lee Jonesa w słynnym meczu remisowym z drużyną Uniwersytetu Yale'a. Po urazie odniesionym na drugim roku studiów porzucił biegi i pozycję running back w drużynie futbolowej, przyjmując odtąd pozycję placekickera, na której dwukrotnie ustanowił rekord zdobytych punktów i został wybrany do drużyny najlepszych zawodników Ivy League w ostatnim roku studiów. Jego trenerem futbolowym był John Yovicsin.

### Kariera handlowa (1971–1973)
Po ukończeniu studiów w 1971 wyjechał na mityng lekkoatletyczny do Paryża i tam podjął pracę jako menedżer eksportu w amerykańskim przedsiębiorstwie Colgate-Palmolive, odbywając liczne podróże po Europie, Ameryce Południowej i Azji Południowo-Wschodniej (Filipiny, Indonezja, Singapur), a także do Japonii. Mieszkał w Bostonie; według innego źródła powrócił do USA dopiero podejmując karierę sportową. Dzięki swoim znajomościom z Harvardu pośredniczył przy zatrudnianiu wykwalifikowanych żydowskich emigrantów (m.in. inżynierów) ze Związku Radzieckiego przez amerykańskie firmy.

### Kariera sportowa (1973–1979)
W 1973 rozpoczął zawodową karierę sportową. W sezonie 1973 grał w amatorskiej Atlantic Coast Football League w barwach New England Colonials. W 1974 po rozwiązaniu ACFL przeszedł do drużyny Philadelphia Bell w World Football League. Po jednym występie w Philadelphia Bell trafił kolejno do drużyn NFL Philadelphia Eagles i Oakland Raiders, w których nie znalazł miejsca w składzie wyjściowym. W październiku 1975 w wieku 27 lat jako drugi (po Czesławie Marcolu) Polak w historii i jako trzeci (po Johnie Dockerym i Robercie Leo) były gracz Harvardu rozpoczął występy w lidze NFL w klubie New Orleans Saints. W pierwszym meczu ligowym jego trafienie 22 sekundy przed końcem zapewniło drużynie zwycięstwo. W 1976 osiągnął najlepszy wynik w lidze na swojej pozycji. W drużynie z Nowego Orleanu rozegrał 43 mecze zdobywając 37 field goali i 82 extra points. W 1978 stracił stałe miejsce w drużynie z powodu kontuzji pachwiny, choć w ostatnim meczu zdobył punkty kopem na bramkę swoją słabszą nogą. W 1979 został zastąpiony przez łączącego eksperymentalnie dwie pozycje Russella Erxlebena. W tym samym roku rozegrał jeden mecz dla drużyny New York Jets. W sierpniu 1980 wygasł jego kontrakt z drużyną Atlanta Falcons.

### Działalność biznesowa (1979–2015)
Około 1979 otworzył w Nowym Jorku firmę, która organizowała kontrakty na prace budowlane z zastosowaniem marmuru i granitu. W 1981 był menedżerem eksportu dla nowojorskiej firmy odzieżowej, wznowił podróże do Europy, Ameryki Południowej i Azji Wschodniej. Od 1976 zaangażował się w projekt roweru napędzanego w płaszczyźnie poziomej, opracowywany przez przybyłego z ZSRR inżyniera Borisa Efrosa. Przed 1981 założył w tym celu ze swoim byłym agentem sportowym Jimem deHartem firmę Energenic Propulsions Ltd., której przypadły dwa patenty Efrosa.
Po 1989 prowadził działalność handlową w Polsce, w latach 90. zamieszkał w Warszawie. Promował futbol amerykański i jazdę na łyżworolkach, które pomagał wprowadzić na polski rynek. Próbował eksportować polskie produkty do USA.
Zmarł w Warszawie. Jego ciało zostało odnalezione po upływie nieznanego czasie od śmierci w jego domu na Mokotowie. Został pochowany w Strzyżowie.

## Życie prywatne
Z małżeństwa zawartego w latach 90. w Warszawie miał córkę Maszę.

## Upamiętnienie
W 2015 w Rzeszowie rozegrany został Memoriał im. Ryszarda Szaro. Jego działalności poświęcona jest od marca 2023 wystawa stała w Muzeum Samorządowym Ziemi Strzyżowskiej w Strzyżowie.